# Caltavuturo
Caltavuturo – miejscowość i gmina we Włoszech, w regionie Sycylia, w prowincji Palermo.
Według danych na rok 2004 gminę zamieszkiwało 4571 osób, 47,1 os./km².